# Quercus delavayi
Quercus delavayi là một loài thực vật có hoa trong họ Cử. Loài này được Franch. miêu tả khoa học đầu tiên năm 1899.

## Hình ảnh